# خلعة (لباس)

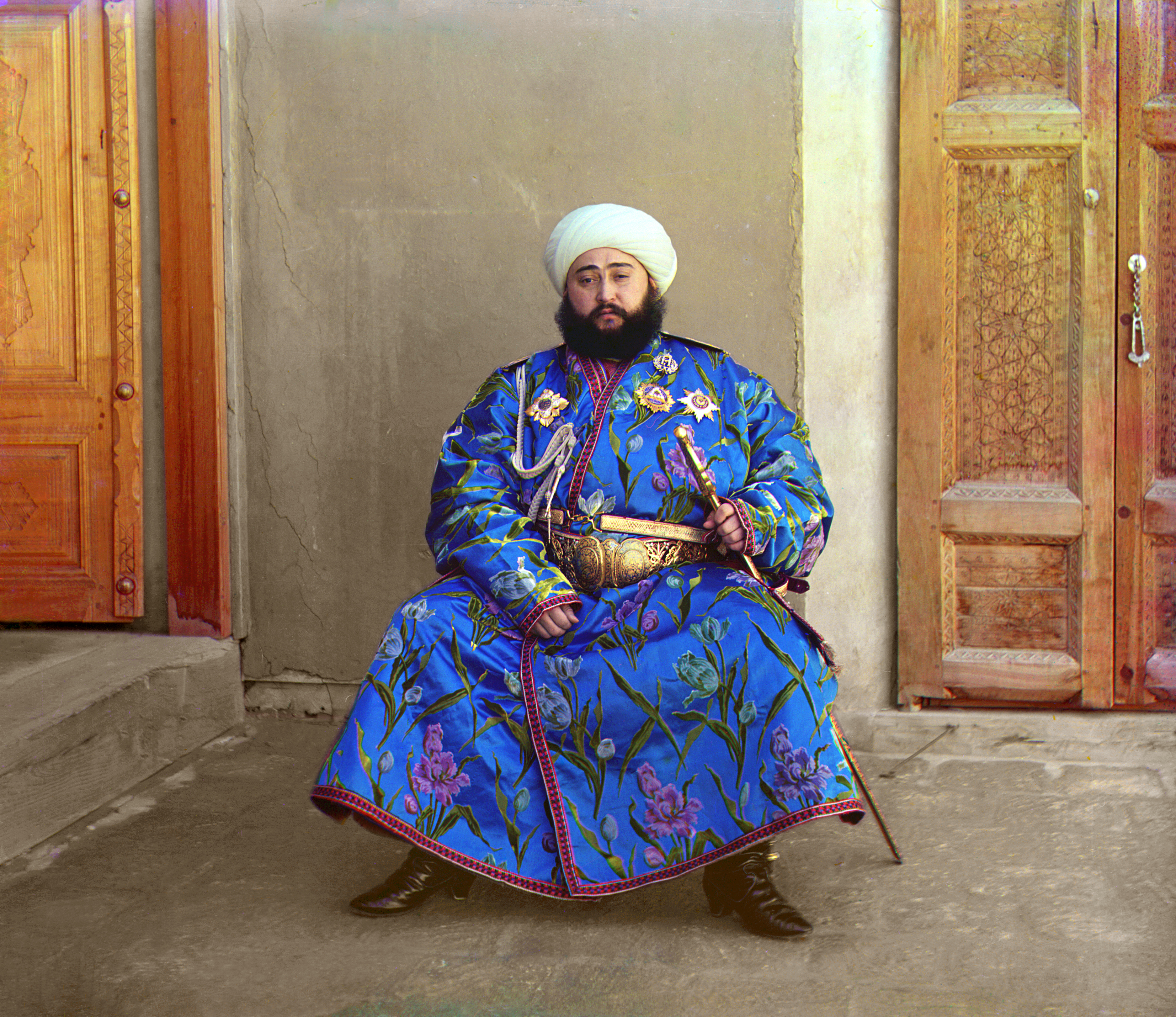
محمد عالم خان (1880–1944)، أمير بخارى، يرتدي الخلطة

الخلعة هو رداء خارجي فضفاض بأكمام طويلة مصنوع من الحرير أو القطن شائع في آسيا الوسطى وجنوب آسيا ويرتديه الرجال والنساء على حد سواء، على الرغم من اختلاف الأنماط. وهو في الأصل أتى من العادة الإسلامية الخلعة حيث كان يُهدى الولاة والأمراء لباس شرف من الخليفة.

## التاريخ
تاريخيا، اُستخدمَت الخلعات المزخرفة بشكل غني كأردية شرف. كما تم استخدام كلمة "خلعة" للدلالة على حفل منح الرداء الشرفي. وقد كانت مثل هذه الجوانب الاجتماعية للملابس معروفة في العديد من المجتمعات الإسلامية. وبحلول القرن التاسع عشر في الهند البريطانية، أصبحت كلمة "خلعة" تعني أي هدية من المال أو السلع تمنحها حكومة الهند مقابل الخدمة من الأمراء التابعين والخانات وزعماء القبائل.

## التنوع الثقافي

### آسيا الوسطى

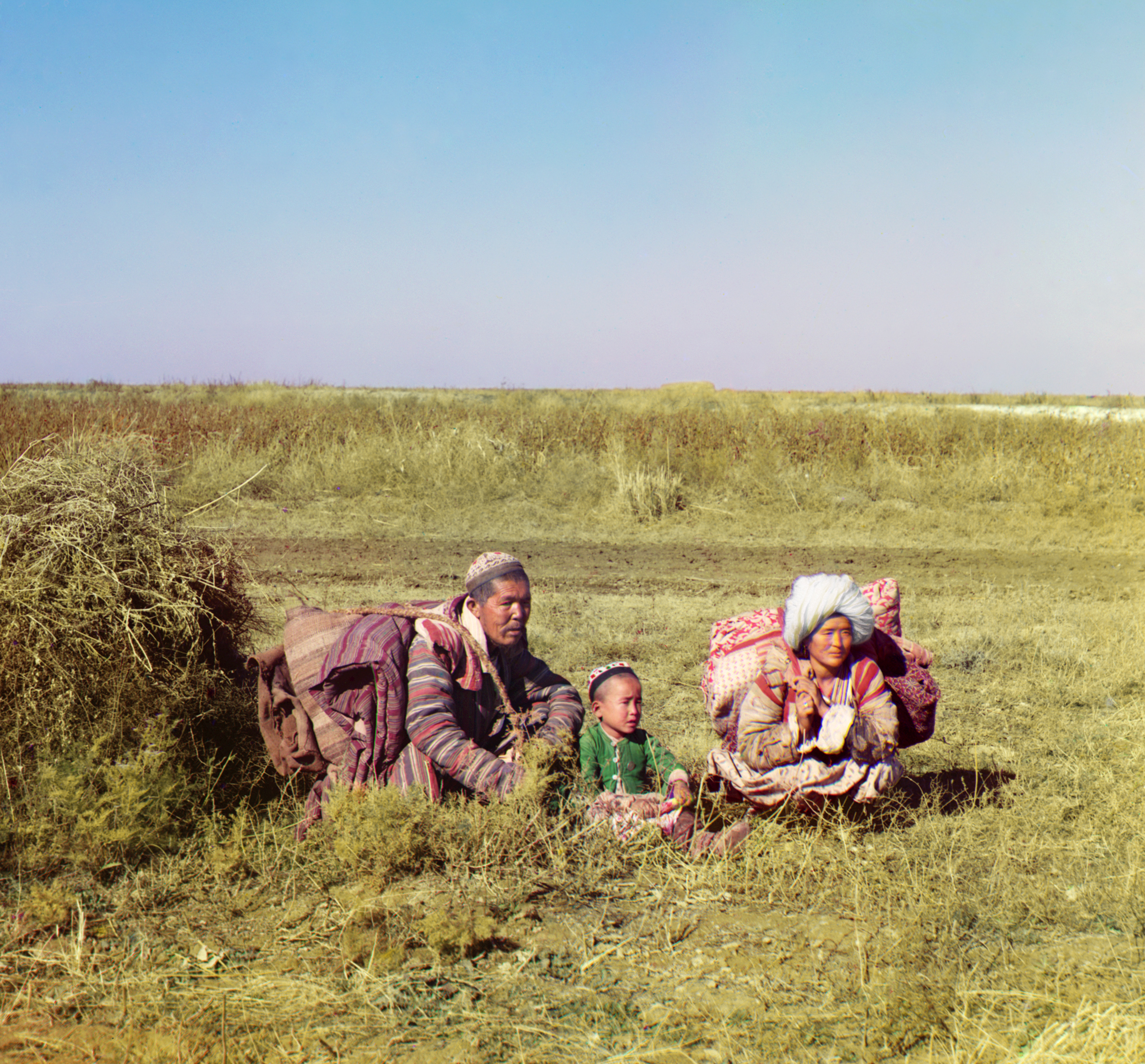
عائلة قيرغيزية ترتدي الخلعات، 1911

يمكن أن تكون الخلعات في آسيا الوسطى عبارة عن ملابس رقيقة مزخرفة أو أردية سميكة طويلة توفر حماية جيدة من التعرض للحرارة والضوء والبرد.

### أوروبا الشرقية
"خلات" هي واحدة من العديد من الاقتراضات في اللغة الروسية للمصطلحات الإسلامية، حيث أصبحَت كلمة "خلات" مصطلحًا عامًا لمختلف الملابس.
في اللغة الرومانية، تُستخدم كلمة هلات، والتي تعني رداء الاستحمام أو برنس الحمام أو معطف فضفاض أو السمق، أو الرداء ، وما إلى ذلك. وتُعرف قطعة ملابس مماثلة باسم تشابان [الإنجليزية] في اللغة التركية.
الخلات (اليديشية: כלאַט, رومنة: khlat) كان يرتديها أيضًا الرجال اليهود الأشكناز [الإنجليزية] في أوروبا الشرقية أوائل القرن العشرين. كانت هذه المعاطف طويلة وضيقة، ذات ياقات شال [الإنجليزية] وجيوب. كانت الخلات عبارة عن ملابس قطنية مخصصة للارتداء اليومي؛ وكانت الإصدارات الأكثر فخامة مصنوعة من المخمل أو الحرير وترتدى في يوم السبت أو الأعياد الأخرى.

## طالع أيضًا
- قفطان
- تشابان [الإنجليزية]
- رداء الشرف

## قراءة إضافية
- ستيوارت جوردون ، "أردية الشرف: خيلات في الهند ما قبل الاستعمار وفي فترة الاستعمار". مطبعة جامعة أكسفورد ، 2003،(ردمك 0-19-566322-5)